# بالدئابیانو د ترا
بالدئابیانو د ترا (به اسپانیایی: Valdeavellano de Tera) یک دهستان در اسپانیا است که در سریا واقع شده‌است.

## خصوصیات
بالدئابیانو د ترا ۱۹ کیلومترمربع مساحت و ۲۳۰ نفر جمعیت دارد.